# Хилл, Томас
Томас Хилл (англ. Thomas Hill; 11 сентября 1829 — 30 июня 1908) — американский художник. Известен своими картинами Калифорнийских пейзажей, в частности, Долины Йосемити и Уайт-Маунтинс (Нью-Гемпшир).

## Биография

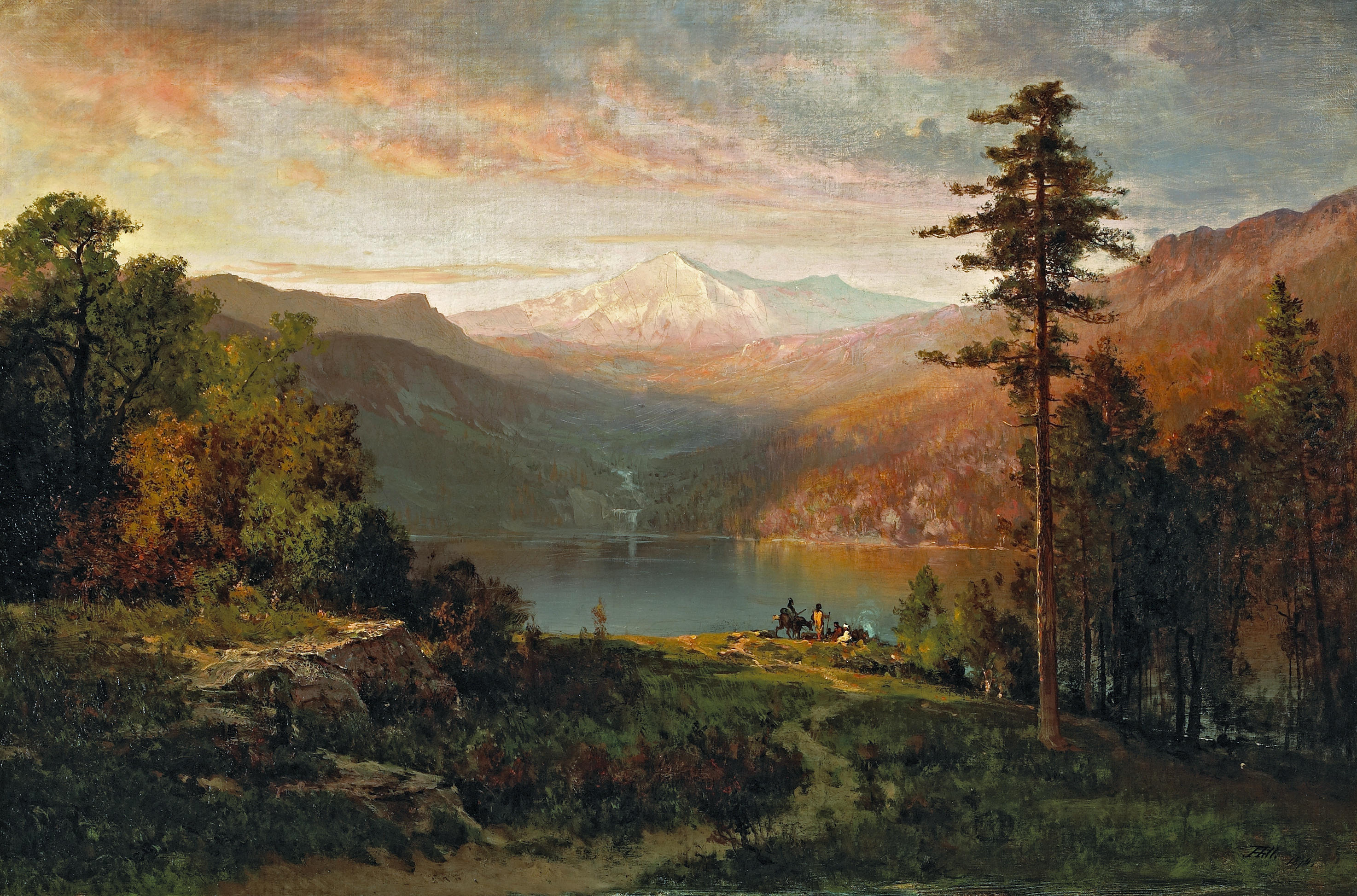
«Индейцы возле озера в величественном пейзаже Калифорнии» (1870)

Томас Хилл родился 11 сентября 1829 года в Англии. Его младший брат Эдвард Хилл также стал успешным художником. В возрасте 15 лет Томас со своей семьёй эмигрировал в Соединённые Штаты. Они поселились в Тонтони, штат Массачусетс. В 1851 году он женился на Шарлотте Элизабет Хоукс. Они имели девятерых детей.
Когда Томасу было 24 года, он начал посещать вечерние классы в Пенсильванской Академии изящных искусств и учился у американского художника Питера Ротермела. В свои студенческие годы Хилл путешествовал в Уайт-Маунтинс в Нью-Гэмпшире, где делал эскизы вместе с членами школы реки Гудзон. В 1856 году Хилл вместе с семьёй переехал в Сан-Франциско.
В 1865 году, вместе с художником Вергилием Уильямсом и фотографом Карлтоном Воткинсом, Хилл совершил своё первое путешествие в Долину Йосемити, которая находится в западных горах Сьерра-Невады в Северной Калифорнии и является центром одного из самых первых и самых известных национальных парков — Йосемити. Сегодня эта долина привлекает туристов со всего мира.
До конца своей жизни, Хилл поддерживал студию в Wawona Hotel, историческом отеле, находящемся в южной части национального парка Йосемити в Калифорнии. После перенесённого инсульта Хилл оставил Йосемити и начал путешествовать по побережью Калифорнии, останавливаясь в Коронадо, Сан-Диего и Санта-Барбаре в поисках более благоприятного климата.
Умер Томас Хилл 30 июня 1908 года в Рэймонде, Калифорния. Похоронен на кладбище Маунтин Вью в Окленде.

## Известные работы
Источником вдохновения для художника были Долина Йосемити и Уайт-Маунтинс в Нью-Гемпшире.

Картины Томаса Хилла
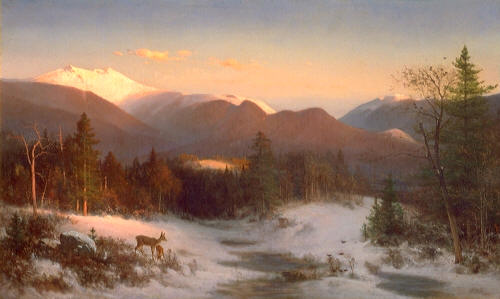
Гора Лафайет зимой (1870)
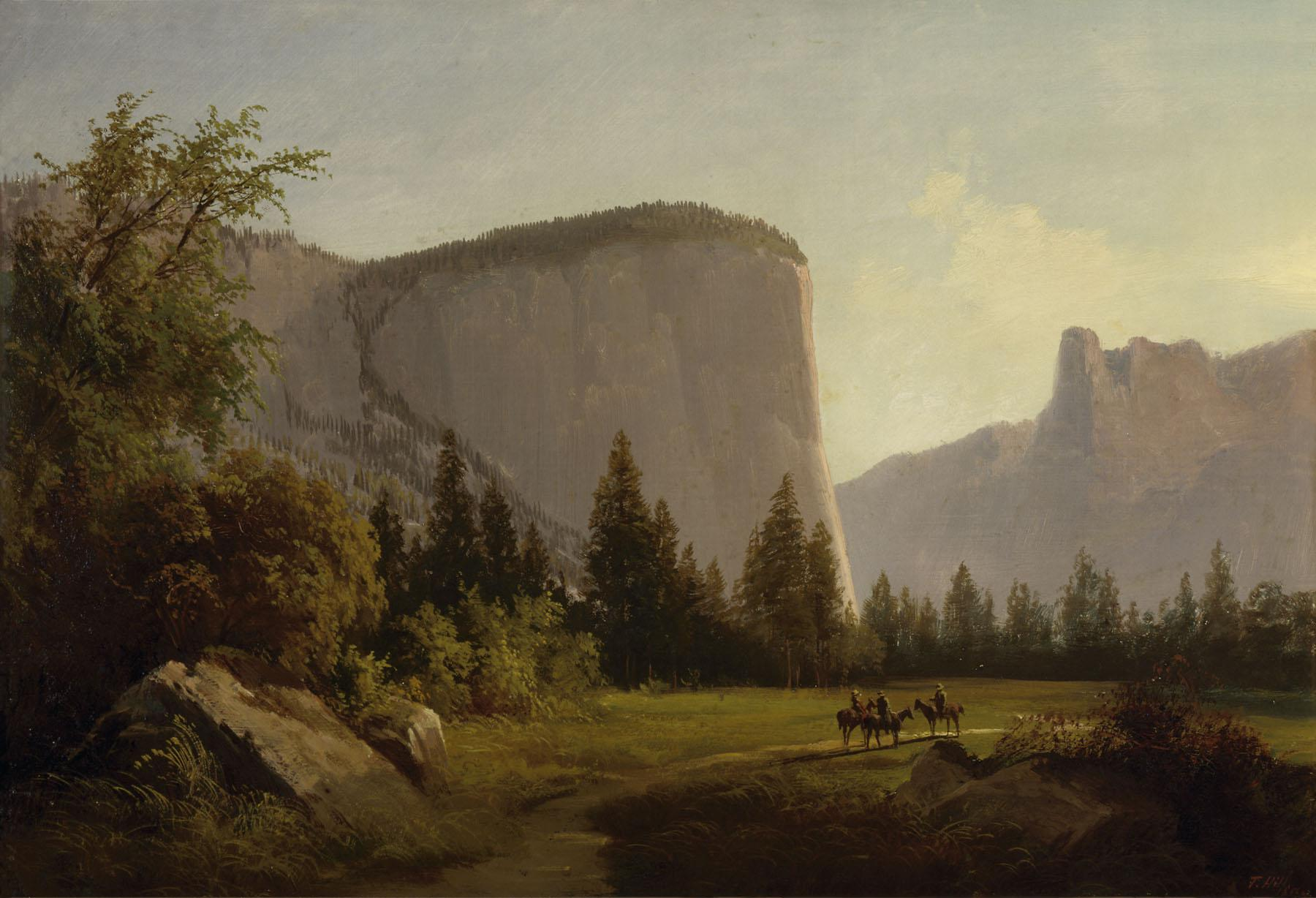
Скала Эль Капитан (1866)
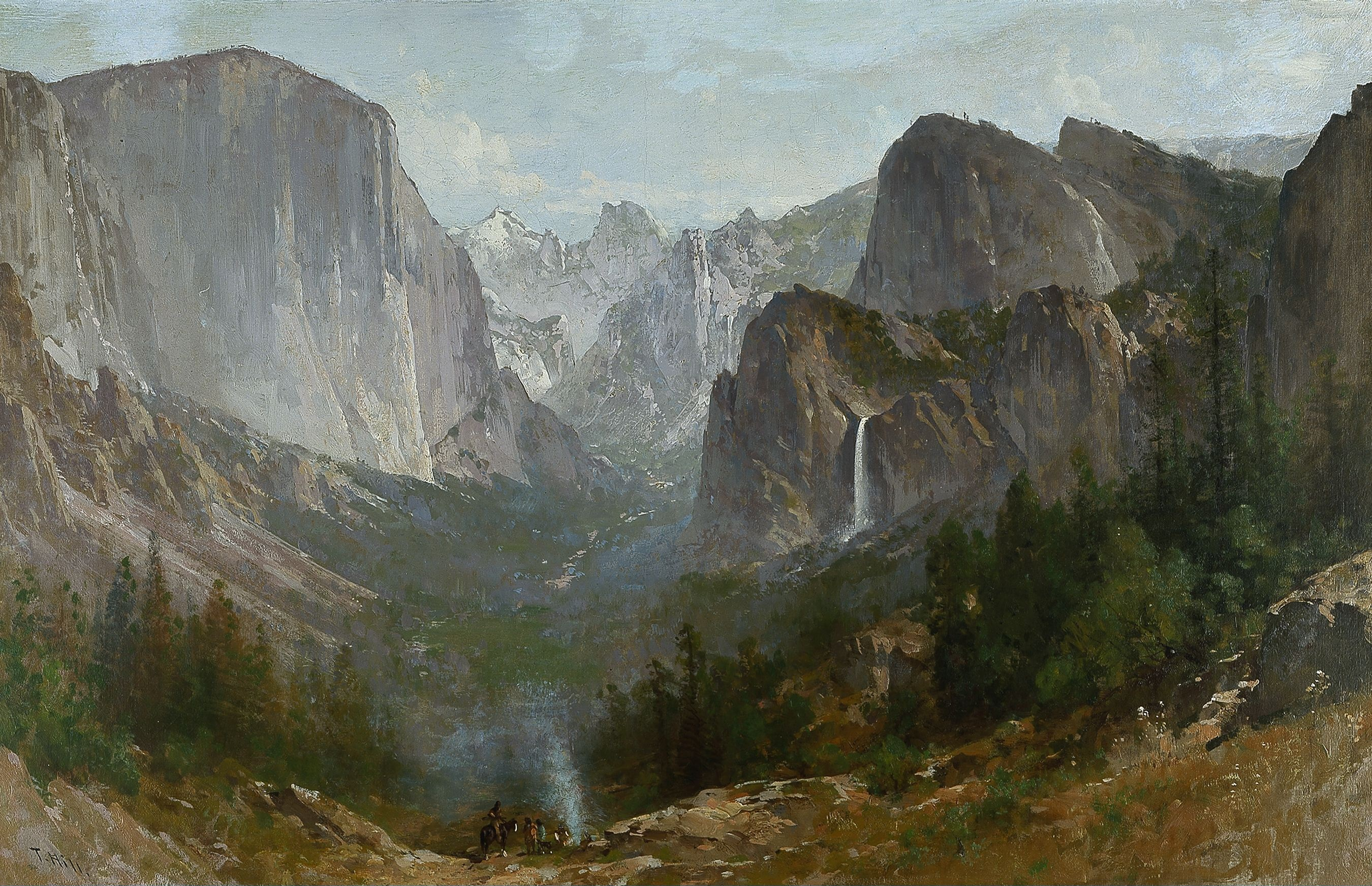
Индейцы у костра, долина Йосемити (1885)
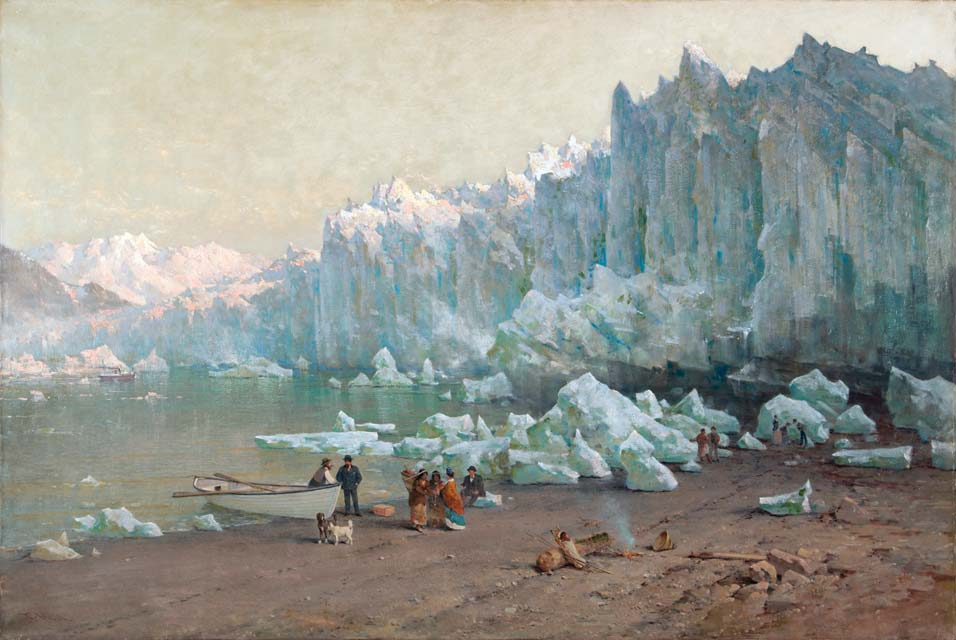
Ледник Мьюир, Аляска (1887-88)
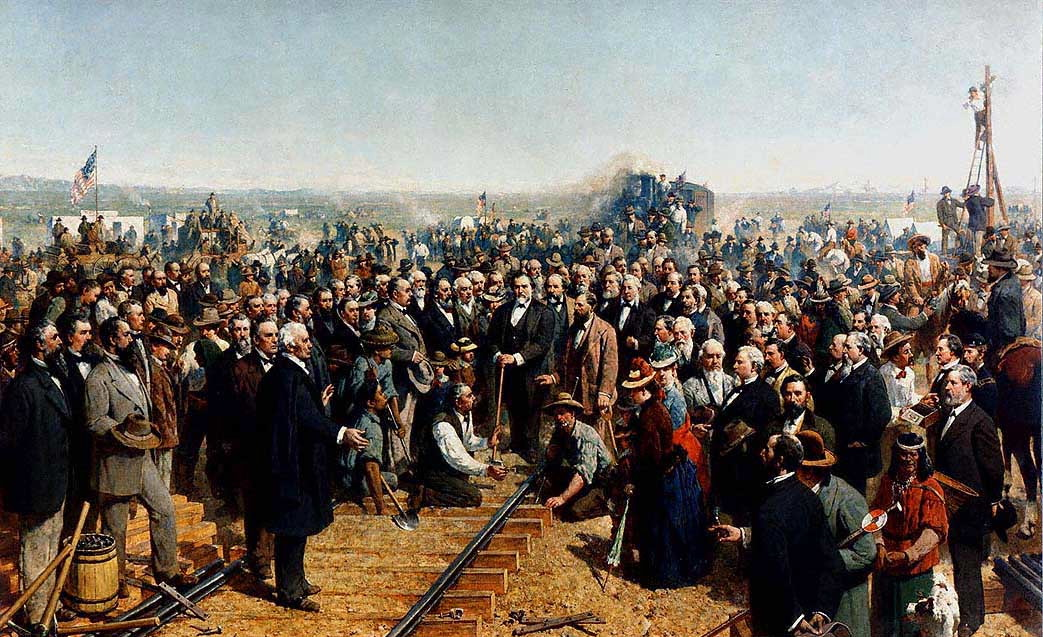
«Последний гвоздь» (1881)

## Награды
- 1853: серебряная медаль, Институт Мэриленда, Мэриленд
- 1865: первая премия, штат Калифорния Арт-Союз, Сан-Франциско, Калифорния
- 1871: бронзовая медаль, Нью-Йорк палитра клуб, Нью-Йорк, Нью-Йорк
- 1876: медаль Столетней выставки в Филадельфии, Пенсильвания
- 1879, 1890: золотые медали в ярмарках штата Калифорния, Калифорния
- 1884: медаль Пенсильванской Академии изящных искусств, ПА
- 1888: наградной орден механики Института Сан-Франциско, Калифорния
- 1894: бронзовая медаль механики Института Сан-Франциско, Калифорния